# Swobodnaja Ziemla
Swobodnaja Ziemla (ros. Свободная Земля) – kolaboracyjne pismo w okupowanej Eliście podczas II wojny światowej
Po zajęciu przez wojska niemieckie Elisty, stolicy Kałmucji, 13 sierpnia 1942 r., rozpoczęto we wrześniu wydawać w okupowanym mieście gazetę „Swobodnaja Ziemla”. Jej mottem było zdanie z narodowego eposu pt. „Dżangar”: Zgiń, jeśli musisz zginąć, ważniejszym jednak – zwycięstwo nad wrogiem. Początkowo ukazywała się dwa razy w tygodniu, a następnie trzy razy. Nakład wyniósł 16 tys. egzemplarzy. Funkcję redaktora naczelnego objął W. Manujłow. Gazeta przestała być wydawana w grudniu 1942 r., kiedy Niemcy byli zmuszeni wycofać się ze stepów kałmuckich. Ogółem wyszło 50 numerów pisma. W gazecie publikowano niemieckie komunikaty wojenne, zarządzenia i odezwy władz Elisty, a także artykuły i felietony dotyczące życia codziennego na okupowanych terenach Kałmucji, czy relacje z walk z partyzantami komunistycznymi szwadronów kałmuckich w służbie armii niemieckiej. Osobna rubryka była poświęcona spisowi żołnierzy kałmuckich, którzy zginęli w bojach przeciwko Sowietom. Na łamach „Swobodnej Ziemli” propagandowe artykuły swojego autorstwa zamieszczał też profesor von Richthofen, specjalny pełnomocnik do spraw kałmuckich.